# Артилерія
Артиле́рія (фр. artillerie — від старофр. artillier — «готувати», «споряджати»):
1. Рід сухопутних військ, організаційно зведений в підрозділи, частини і з'єднання, озброєні артилерійськими гарматами, реактивними, ракетними і самохідними протитанковими установками, різними засобами розвідки й зв'язку, а також приладами спостереження і керування вогнем.
2. Артилерія, як наука об'єднує низку дисциплін, що вивчають будову, експлуатацію, проєктування артилерійського і стрілецького озброєння, його бойові якості і способи застосування в бою — операції. Розвиток артилерії безпосередньо пов'язаний із розвитком засобів виробництва.
3. Вид озброєння сухопутних, військово-морських, повітряних та інших видів і родів збройних сил.

## Назва та визначення
Українські словники та енциклопедії подають три значення слова «артилерія»: 1) колективна вогнепальна зброя, включно зі ствольною та реактивною, що вражає противника на великих віддалях, тобто, артилерійські системи; 2) рід військ, що використовує таку зброю; 3) галузь воєнної науки, що вивчає таку зброю та її застосування.
Саме слово «артилерія» є запозиченням фр. artillerie, що потрапило до української мови за посередництвом польської й російської. Воно виникло в 14 столітті й походить від ст. фр. artilier «постачати воєнні машини» від atlier, atillier «постачати» під впливом art «мистецтво» або напряму від нього. У французькій та англійській мовах початково означало будь-яку метальну зброю, але з 16 століття стало означати передусім важке вогнепальне озброєння (гармати) на противагу стрілецькій зброї. В українській мові також існує кілька застарілих слів, пов'язаних з артилерією: «гарматерія» (артилерія), «гарматне військо» (артилерія як рід військ), «гармашний» (артилерійський), «арматій, армаш, гарматій» (артилерист), та «гарматень» (снаряд).

## Призначення і види
Артилерія має велику вогневу силу і здатна завдавати валового ураження противникові. Вона призначається для знищення бойової техніки, вогневих засобів і живої сили противника; руйнування оборонних споруд; порушення системи керування військами противника та роботи його тилу; знищення баз атомної зброї, а також засобів, що застосовують атомну, хімічну та бактеріологічну зброю.

### Види озброєнь
До артилерії, як виду озброєння належать: артилерійські гармати з нарізними стволами, гладкоствольна артилерійська зброя (міномети, безвідкотні гармати) і пускові установки із спрямувальним пристроєм для стрільби реактивними снарядами; снаряди, трубки, запальники, гільзи, заряди та інші складові боєприпасів; засоби пересування: артилерійсько-самохідні моторизовані лафети, колісні та гусеничні артилерійські тягачі, залізничні платформи, лафети для систем особливо великої ваги, кінна тяга (збереглася лише в деяких країнах); прилади для керування вогнем (біноклі, стереотруби, далекоміри, бусолі тощо); засоби зв'язку (радіо, телефон, радіотелеграф та інше); прилади і засоби інструментальної розвідки (радіолокаційні, оптичні, звукові, фотограметричні, топографічні та метеорологічні); засоби артилерійської повітряної розвідки (вертольоти і розвідники-коректувальники) тощо.

## Історія

### Загальна характеристика
Вогнепальна зброя прийшла на зміну метальній в Китаї в 11 ст., в Індії в 14 ст., в Європі 14 ст. Вперше застосування вогнепальної зброї засвідчено 28 січня 1132 у Китаї при облозі міста Фучжоу. У Європі перше застосування артилерії сягає 1320-х років.
У 16—17 ст. окремі феодальні держави регулювали і навіть брали виробництво артилерії в свої руки. В Україні перші гармати і 6 бочок пороху привіз король Володислав ІІ Ягайло до Львова (1394). Того ж року з наказу короля львівський гармаш Зброжек привіз перші гармати і 6 бочок пороху до Кам'янця на Поділлі. Перший відомий людвисар Лаврентій Гелленборн проживав у Львові 1414 року. До 1430 в місті заклали арсенал, біля якого спорудили людвисарню для відливання гармат. У Королівстві Польському перше застосування артилерії у бою занотовано в час безкоролів'я у битві під Пиздрами (1383).
На Московщині у 1475 було організовано виробництво гармат (гарматний дім та гарматний двір у Москві).
Серед гігантських гармат Індії середини XVI ст. збереглася «Малик-і-Майдан», довжина ствола якої становила 8,5 м, зовнішній діаметр — 1,5 м, а вага сягала 55 т.
До 2-ї пол. 17 століття гармаші не входили до складу регулярного війська, вони становили окрему касту, яка пильно охороняла таємницю свого фаху. Тільки під час війни артилерія передавалась армії. Обслуговували артилерію вільні майстри, а перевозили наймані їздові.
В Україні в 16—17 ст. запорозькі козаки під час морських і сухопутних походів проти османів, татар і шляхти Речі Посполитої широко застосовували артилерію — фальконети і гармати. Козаки були відомі як вправні гармаші. Командував артилерією, як і обозом, генеральний обозний, начальниками артилерії полків були полкові обозні.
На кінець 17 ст. у Франції і на початок 18 ст. в Росії та інших країнах артилерія була введена до складу регулярної армії і стала окремим родом війська. Відтоді артилерія розвивалась на науковій основі (з'явились теоретичні праці з артилерії та артилерійської школи). Поступово, через широке застосування артилерії, почалась її уніфікація, скорочення кількості калібрів і зразків гармат та артилерійських снарядів, їх виробництво набуло розмаху машинної індустрії.
Деякої єдності в системі артилерійського озброєння досягли на кін. 18 ст. Росія, Франція, Німеччина та інші держави.

У середині 18 ст. в Росії з'явились гармати-гаубиці (шуваловський єдиноріг).

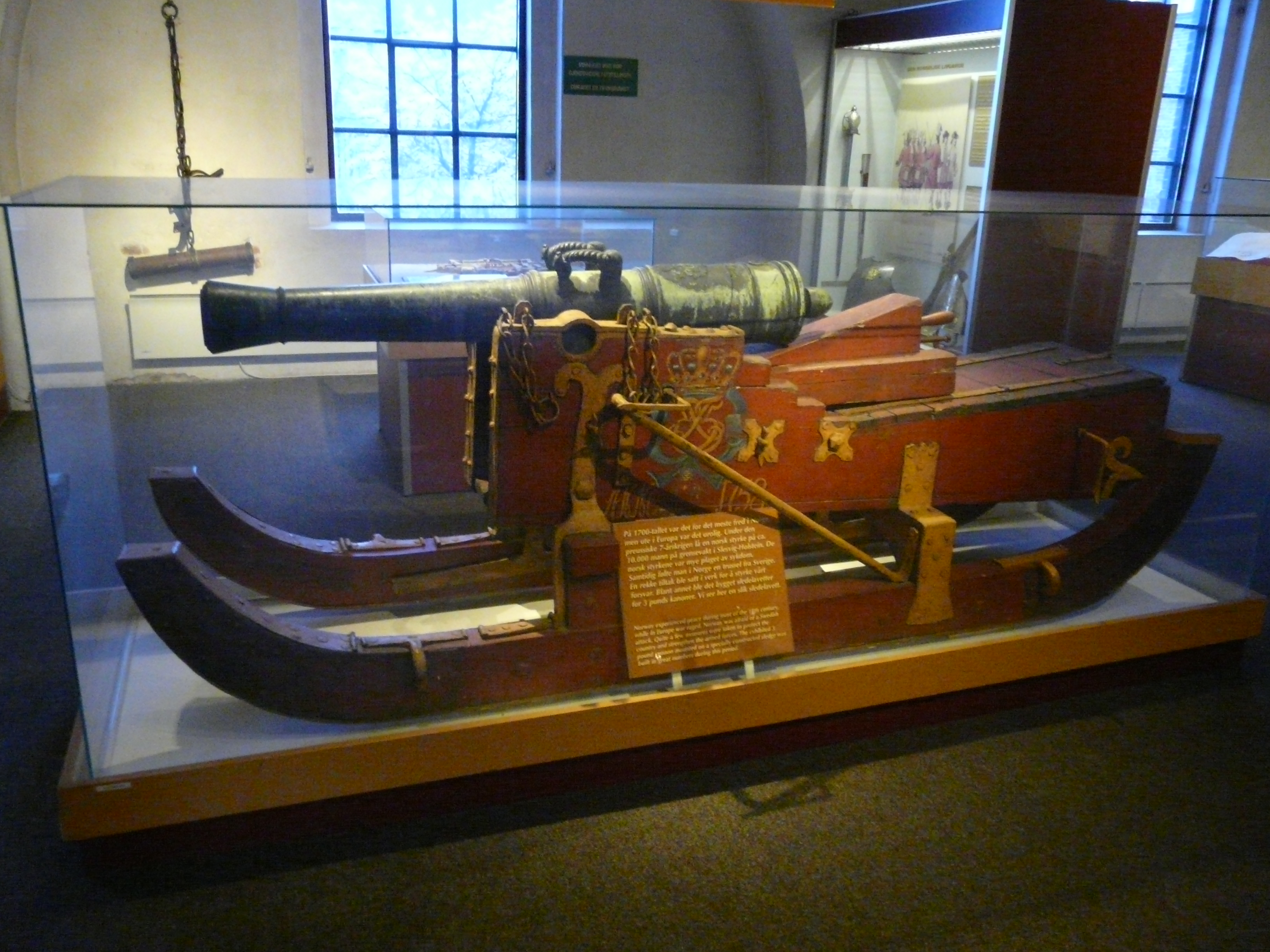
Гармата на санях, датована 1758 р. Музей Збройних Сил Норвегії в Осло

Від стволів, зроблених зі смуг кованого заліза, зварених в довжину і скріплених важкими залізними обручами (14 ст.), почали переходити до суцільнолитих бронзових та чавунних, а в 19 ст. — до суцільнолитих сталевих, скріплених стволів; кам'яні ядра замінювались чавунними, а з 18 ст. — порожнистими розривними ядрами значної сили з запальниками дедалі складнішої будови. Далекобійність зростала із застосуванням бездимних порохів, видовжених обтічної форми снарядів і подовжених стволів. У 19 ст. розвиток артилерійської науки і особливо балістики, сприяв великим досягненням у підвищенні далекобійності і влучності стрільби. Було створено гідравлічне гальмо відкоту, пружинний накатник та введено лафет з буфером, що значно підвищило скорострільність гармат; в 19 ст. поліпшилось заряджання з казенної частини, а в 1-й чверті 20 ст. почалась розробка напівавтоматичних і автоматичних затворів.

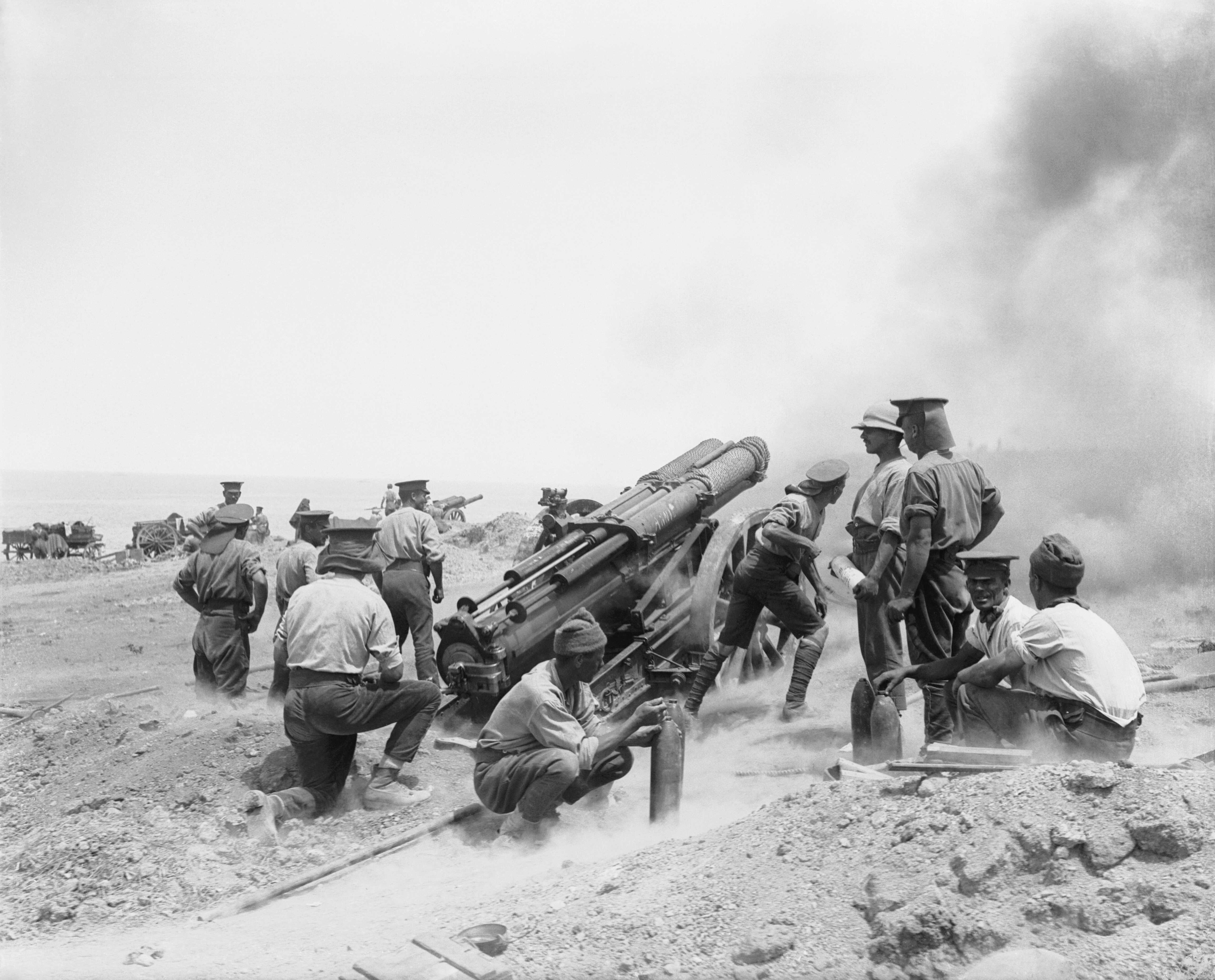
Британська 5-ти дюймова (127-мм) гармата BL 60-pounder під час третьої битви за Критію, Дарданельська операція. 1915

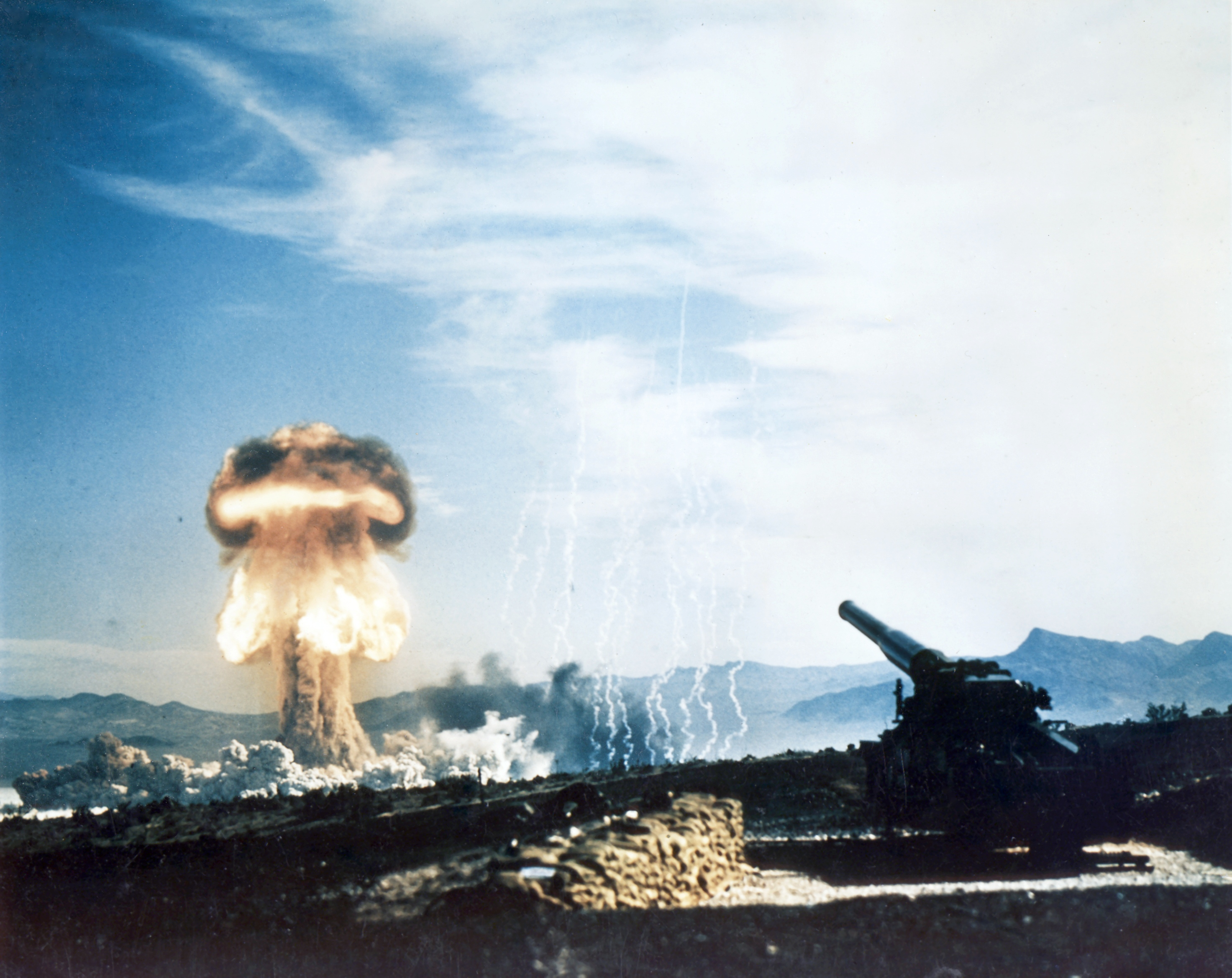
Американська гармата веде вогонь ядерними боєзарядами

Тактика артилерії розвивалась відповідно до технічних досягнень. З 17 ст. артилерія зводилась в 1—3 батареї і діяла попереду піхоти, а у 18 ст. як попереду піхоти, так і на підвищених місцях за нею. На початку 19 століття артилерія стала зводитись в багато-гарматні батареї (80—100 гармат) На початку 20 ст. артилерія почала вести вогонь із закритих вогневих позицій. З використанням досконаліших приладів стрільби і спостереження, з автоматизацією підготовки вогню, збільшенням дальності обстрілу, поліпшенням наземного і повітряного спостереження стало можливим поєднувати вогонь кількох дивізіонів, артилерійських груп з різних напрямків. У Першу світову війну 1914–1918 почали проводити артилерійську підготовку наступу війська, створювати щільність 120—160 гармат на 1 км фронту. Під час Другої світової війни скупчення вогню артилерії на вирішальних напрямках зросло до 41000 стволів, а щільність на окремих ділянках досягала 500—600 гармат на 1 км фронту (в Берлінській операції 1945).

### Артилерія у російсько-українській війні (з 2014 року)

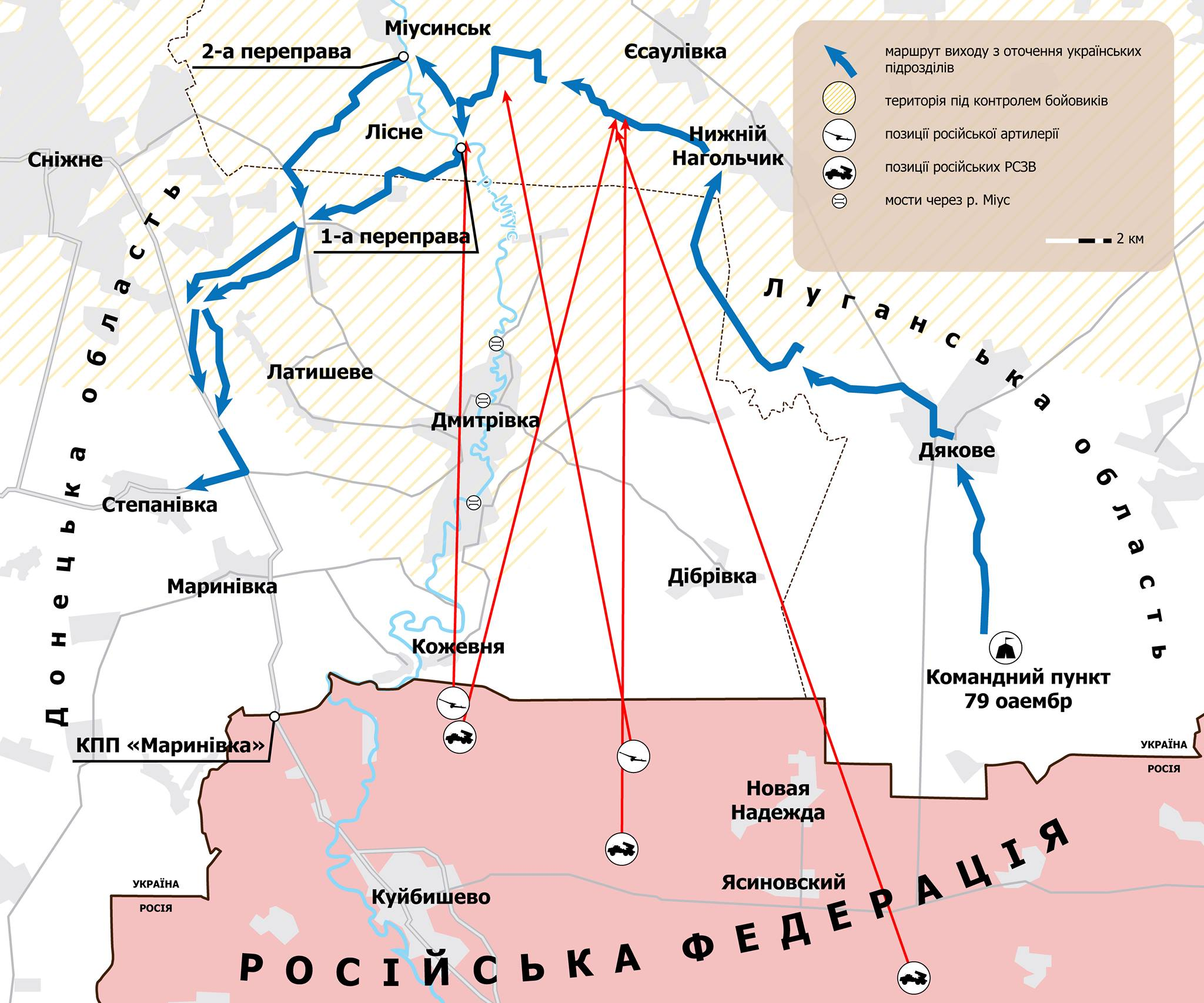
Приблизна схема обстрілів російською артилерією українських військових в боях під Сніжним, 2014 рік

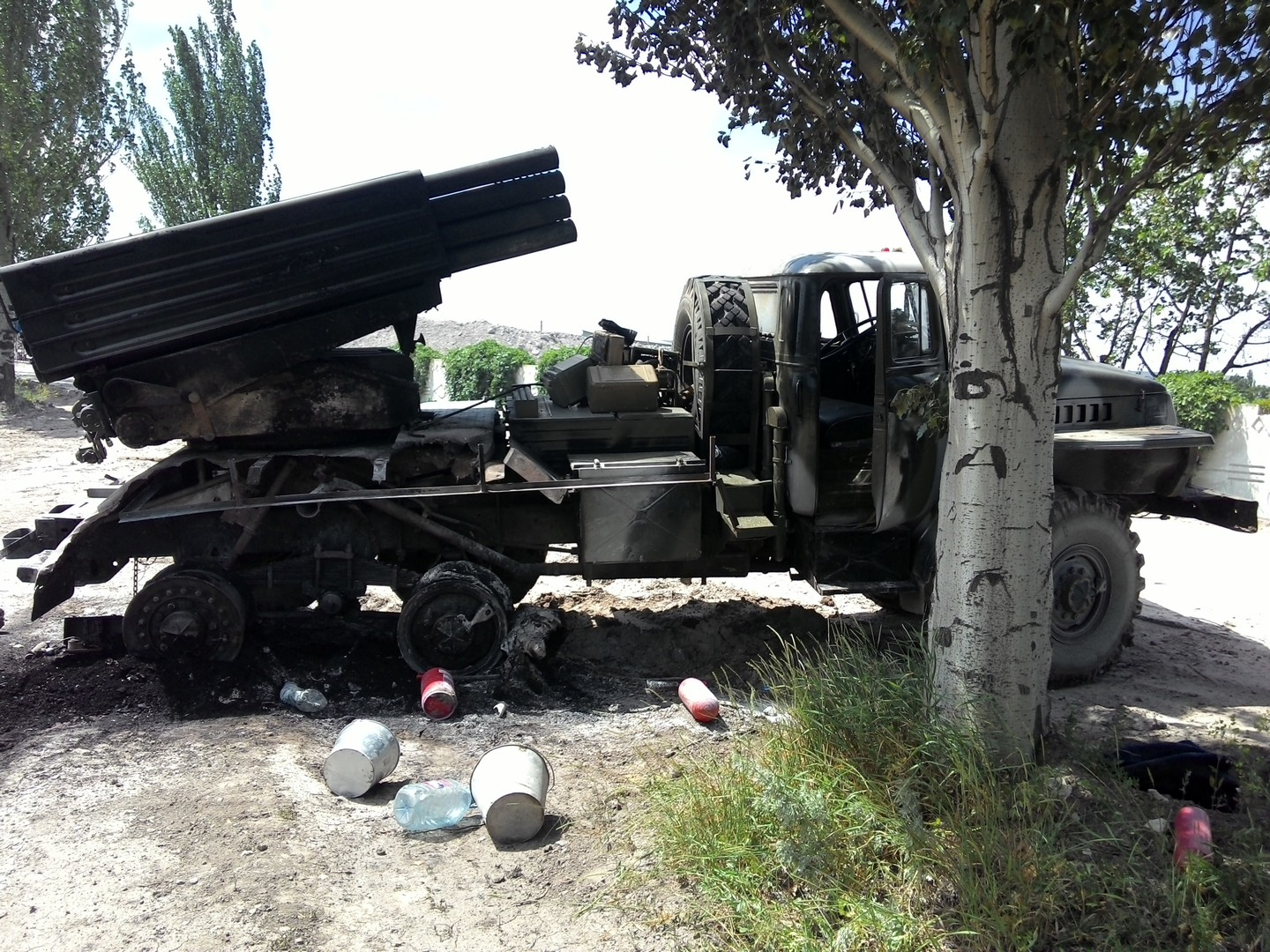
Російська БМ-21 «Град» під Добропіллям, 13 червня 2014 року

Артилерія відігравала важливу роль в російсько-українській війні на сході України.
Наприклад, найпоширенішою причиною пошкоджень української бронетехніки став вогонь реактивних систем залпового вогню, артилерійських систем та мінометів. Це в першу чергу зумовлено обстрілами російськими регулярними військами українських позицій з території Російської Федерації та їх подальше вторгнення в липні-вересні 2014 року. Загалом від таких обстрілів у 2014— перше півріччя 2016 року було пошкоджено 1159 одиниць бронетехніки. Для порівняння: сукупні втрати бронетехніки становили 2576 одиниці, від дій супротивника — 2185 одиниці.
Перший випадок застосування регулярних російських військ проти українських захисників стався вночі з 10 на 11 липня 2014 року. Російська реактивна артилерія зі своєї території завдала потужного удару по позиціях українських військ неподалік селища Зеленопілля (Луганська область). Внаслідок обстрілу загинуло 30 військовослужбовців ЗСУ і 6 прикордонників, серед них — полковник Ігор Момот.
Величезні втрати були понесені під час обстрілів українських підрозділів, які у липні 2014 року блокували українсько-російський кордон. Такі обстріли мали систематичний масований характер. Водночас, українські військові фактично були залишенні під вогнем без права на відповідь чи зміну позиції. Окрім того, відомі випадки, коли через слабку злагодженість та виучку підрозділів, що було наслідком цілеспрямованого руйнування армії у 2010—2014 роках, деякі підрозділи не виконали необхідних заходів з облаштування позицій. Наприклад, не зводились польові фортифікаційні споруди та не розосереджували техніку по замаскованих позиціях.
Українська артилерія також зазнала істотних втрат. Так, з початку російської збройної агресії проти України в 2014 році й до середини 2016 року було пошкоджено 1278 одиниць ракетно-артилерійського озброєння (артилерійські системи, реактивні системи залпового вогню, міномети) ЗС України, в тому числі знищено (безповоротні втрати) — 201 одиниця. Найбільших втрат зазнали артилерійські системи (гармати, гаубиці тощо): пошкоджено 708 одиниць, знищено — 92. По мінометах: 379 пошкоджених, 85 втрачених. Реактивних систем за час активних бойових дій було пошкоджено 191 одиницю, втрачено — 24.
Як і у випадку з бронетехнікою, найбільші втрати Збройні Сили України зазнали 2014 року. У цей рік вогневого ураження зазнали 828 одиниць ракетно-артилерійського озброєння, з них було втрачено 152 одиниці.
Такі втрати обумовлені характером бойових дій 2014 року, коли непідготовлена українська армія протистояла регулярним підрозділам армії Росії. В цих боях артилерія стала одним з основних вогневих засобів, що зумовило велику кількість епізодів контрбатарейної боротьби.
На превеликий жаль загальна слабка виучка підрозділів, відсутність контрбатарейних радарів, сучасних засобів коригування вогню та десятки інших наслідків цілеспрямованого руйнування української армії перед початком російської агресії, зумовило не тільки значні втрати у артилерії, але і критичне співвідношення втрачених зразків до пошкоджених.

### Артилерія під час російського вторгнення в Україну (з 2022)

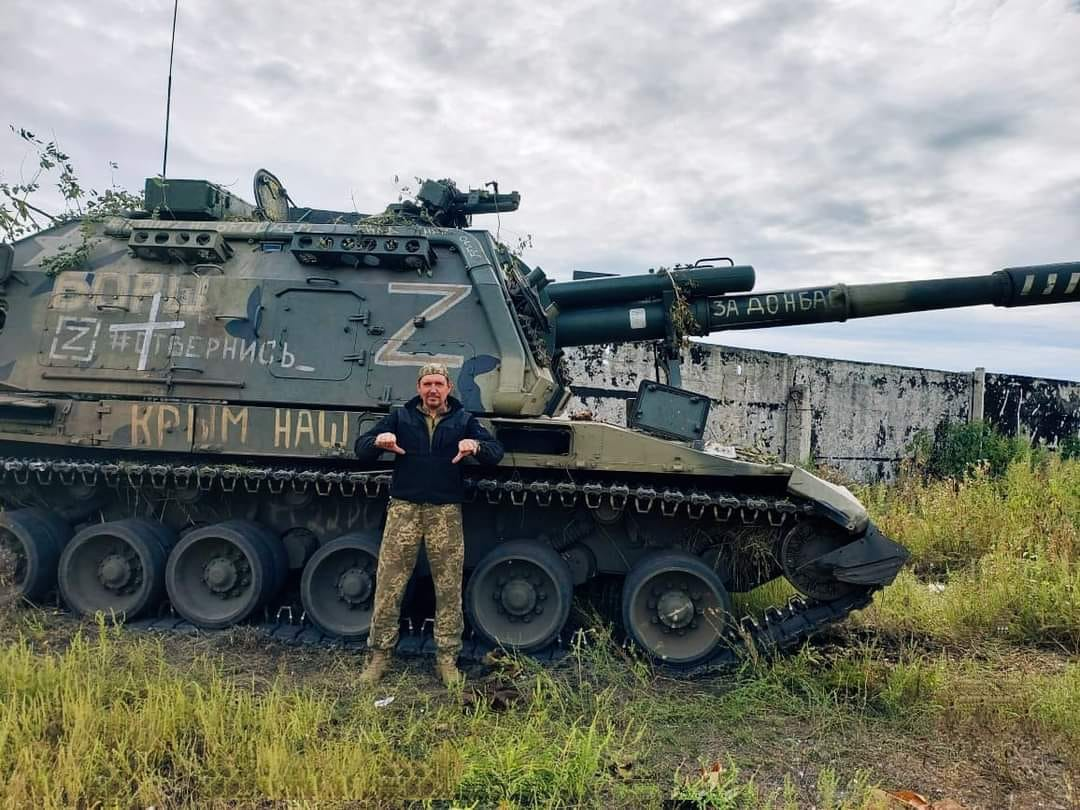
Російська 2С19М2 «Мста-СМ2» захоплена воїнами 25 ОПДБр під час Слобожанського контрнаступу, вересень 2022 року

Артилерія відігравала важливу роль і під час повномасштабного вторгнення в 2022 році. При чому російські загарбники попервах мали багатократну перевагу (до 8-10 разів) над українськими військовими.
З огляду на брак боєприпасів, вичерпання ресурсу та втрати наявної техніки, Україна доволі стрімко почала перехід на використання артилерійських систем калібру 155 мм та 105 мм.
Начальник Головного управління Ракетних військ і артилерії та безпілотних систем Генштабу ЗСУ бригадний генерал Сергій Баранов повідомив, що станом на жовтень 2023 року ракетні війська та артилерія продовжували відігравати надважливу роль на полі бою, адже на них припадало до 90 % вогневого ураження сил та засобів противника. За даними Головнокомандувача Збройних Сил України Валерія Залужного на ракетні війська та артилерію припадає 60-80 % усього вогневого ураження супротивника. Однак, зростає і роль безпілотної авіації — дронів-камікадзе. Завдяки системі «Ланцет» росії вдалось досягти значних успіхів у контрбатарейній боротьбі.
Значних успіхів у контрбатарейній боротьбі Збройним Силам України вдалось досягнути завдяки отриманій матеріально-технічній допомозі, зокрема високоточним боєприпасам типу Excalibur. Та засобами радіоелектронної боротьби росіянам вдалось значно знизити їхню ефективність, адже системи супутникового наведення виявились чутливими до впливу засобів радіоелектронної протидії.
Також росіяни швидко змінили тактику застосування артилерії, зокрема:
- розосередження (по-гарматах);
- вогонь з максимальної відстані;
- використання нових засобів радіоелектронної боротьби (система радіоелектронної протидії «Поле-21») тощо.
- доволі широко та ефективно застосовувати для контрбатарейної боротьби баражуючі боєприпаси типу «Ланцет» з «підсвічуванням» цілі з розвідувальних БПЛА типу «Орлан», «Zala» та інших, боротьба з якими є достатньо складною.

Аби утримати перевагу росіяни вдались до масового використання застарілих артилерійських систем (Д-1, Д-20 тощо) зі звичайними боєприпасами. Також було нарощено виробництво та інтенсивність застосування високоточних боєприпасів калібру 122 мм типу «Краснополь».
Сили оборони України були вимушені залучати до ураження російської артилерії реактивні артилерійські системи типу HIMARS з витратою дефіцитних високоточних боєприпасів. За рахунок меншої кількості точніших засобів вогневого ураження вдалось здобути умовного паритету з кількісно більшою артилерією противника.
Через інтенсивне застосування артилерії росія також була вимушена звернутись по зовнішню допомогу. Так, після візиту міністра оборони росії Шойгу наприкінці липня 2023 року до Північної Кореї восени того ж року стало відомо про отримання значної кількості артилерійських боєприпасів та інших озброєнь. За різними оцінками росія могла отримати від понад 500 тисяч снарядів калібру 122 мм та 152 мм до одного мільйона штук.

## Організаційна структура
Сучасна артилерія поділяється на сухопутну, морську і повітряну.
- Сухопутна артилерія за своїм призначенням поділяється на наземну, зенітну і спеціальну;
- Морська артилерія — на корабельну і берегову.
- Повітряна артилерія складається з гармат, установлених на літаках, для боротьби з авіацією противника та для знищення наземних цілей.

До спеціальної артилерії належать авіадесантна, протитанкова, танкова, самохідна, гірська, реактивна та інша.
Калібри гармат можуть бути від 20 до 400 мм і більше, вага — від кількох кілограмів до десятків і сотень тонн, дальність стрільби — до 40 км і більше. За балістичними властивостями розрізняють гармати з настильною траєкторією (власне гармати) і навісною траєкторією (гаубиці, мортири, міномети).
Нові види артилерії розрізняють за способом надання снарядові кінетичної енергії (динамореактивні гармати, пускові установки з реактивними снарядами) і за видами розривного заряду (атомна артилерія).
Розвиток артилерії йде по лінії створення нових видів і зразків реактивної і атомної артилерії, а також удосконалення наявної артилерії за рахунок посилення дії снаряда (ваги розривного заряду і швидкості польоту), якості пороху і вибухових речовин, збільшення далекобійності, швидкострільності, точності і купчастості стрільби, автоматизації і механізації наведення, заряджання і здійснення пострілу.

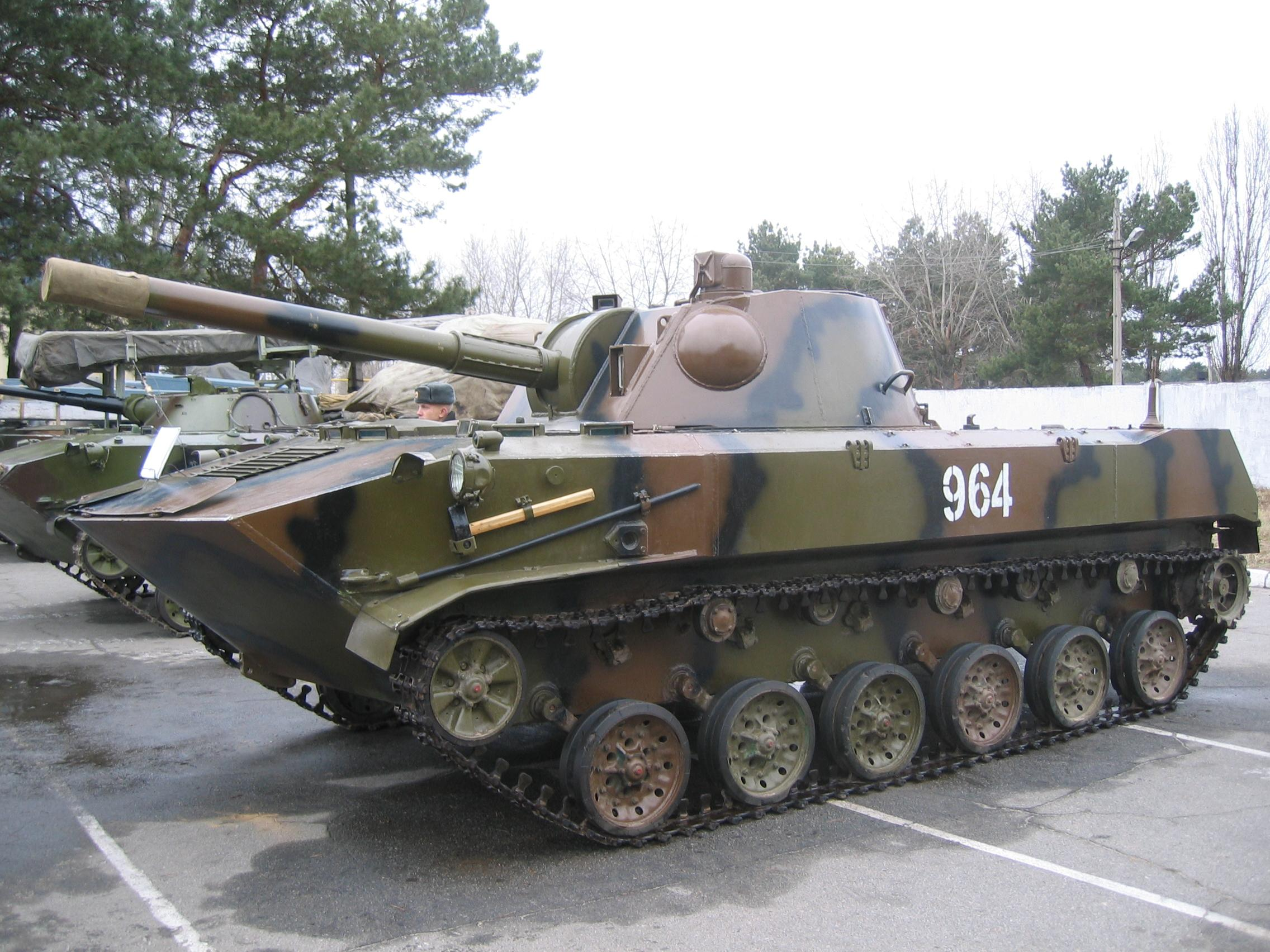
Самохідна артилерійська гармата 2С9 «Нона»

В сучасних арміях артилерія за своєю організаційною належністю поділяється на військову (батальйонну, полкову, дивізійну, корпусну та армійську) і артилерію резерву Верховного Головного командування (АРВГК). Ці види артилерії охоплюють також частини і з'єднання зенітної, протитанкової і реактивної артилерії.
АРВГК призначається для зміцнення військової артилерії та для виконання самостійних завдань в бою — операцій та складається з частин і з'єднань, озброєних артилерією різних калібрів (гарматами, гаубицями великої і надвеликої потужності, залізничними гарматами, великокаліберною зенітною артилерією, реактивною і ракетною артилерією та інше). За способами бойового застосування розрізняють: артилерію підпорядковану командирові частини (підрозділу), та артилерію підтримки. Остання, лишаючись в підпорядкуванні старшого артилерійського командира, виконує вогневі завдання, поставлені командиром частини (підрозділу), яку вона підтримує.
Важливу роль у підвищенні дієвості вогню артилерії відіграють системи автоматизованого управління, які дозволяють скоротити час від виявлення раптових цілей до їх вогневого ураження до 1-2 хвилин.
Прикладом впровадження такого підходу з метою досягнення взаємосумісності багатонаціональних артилерійських підрозділів, є європейська програма ASCA з розробки відповідного інтерфейсу передавання даних.

## Сучасна артилерія та різновиди вогню

### Повітряний підрив
Руйнівність артилерійських обстрілів можна підвищити, якщо деякі або всі снаряди налаштовуються на повітряний підрив, тобто вибухають у повітрі над ціллю, а не при ударі об землю. Це досягається за допомогою дистанційних або радіолокаційних підривачів. Дистанційні підривачі використовують точний таймер для підриву снаряда після заданої затримки. Однак цей метод складний, і невеликі відхилення в роботі підривача можуть призвести до того, що вибух станеться занадто високо й буде неефективним, або снаряд вдариться об землю, замість того щоб вибухнути над ціллю.
Починаючи з грудня 1944 року (Битва за Арденни), стали доступні артилерійські снаряди з радіолокаційними підривачами, які усувають невизначеність у цьому процесі. У таких снарядах використовується мініатюрний малопотужний радар у підривачі, який виявляє землю й спричиняє вибух на заданій висоті над нею. Повернення слабкого радіосигналу замикає електричний ланцюг у підривачі, що ініціює вибух снаряда. Сам радіолокаційний підривач був розроблений британцями для підвищення ефективності протиповітряної оборони.
Ця тактика є надзвичайно ефективною проти піхоти та легких транспортних засобів, оскільки розкидає осколки снаряда на ширшу площу та запобігає їхньому блокуванню рельєфом місцевості чи укриттями, які не мають міцного верхнього захисту. У поєднанні з методиками «шквал вогню» (англ. time on target, TOT) або «одночасне ураження цілі кількома снарядами» (англ. multiple round simultaneous impact, MRSI), які не дають жодного попередження про наближення снарядів, такі обстріли є особливо руйнівними, оскільки багато солдатів противника, ймовірно, будуть перебувати на відкритій місцевості. Це стає ще більш ефективним, якщо атака здійснюється по місцю збору військ або по підрозділам, які рухаються на відкритій місцевості, а не по тих, що займають укріплену тактичну позицію.

### Шквал вогню
Методика під назвою «шквал вогню»[джерело?] (англ. time on target, TOT) була розроблена Британською армією в Північній Африці наприкінці 1941 року та на початку 1942 року, особливо для контрбатарейного вогню та інших зосереджених ударів. Вона виявилася дуже популярною. Ця техніка спиралася на радіосигнали часу BBC, що дозволяло офіцерам синхронізувати свої годинники з точністю до секунди. Завдяки цьому вдалося уникнути використання військових радіомереж, що знижувало ризик втрати раптовості атаки, а також потреби у прокладанні польових телефонних мереж у пустелі.
При цій методиці час польоту снаряда від кожної вогневої одиниці (батареї чи взводу) до цілі визначається за дальністю з таблиць стрільби або за допомогою обчислювального пристрою. Кожна вогнева одиниця віднімає свій час польоту снаряда від часу TOT, щоб визначити момент відкриття вогню. Наказ на відкриття вогню віддається всім гарматам у вогневій одиниці в точний момент, коли потрібно стріляти.
Коли кожна вогнева одиниця відкриває вогонь у визначений час, усі початкові залпи досягають цільової зони майже одночасно. Це особливо ефективно у поєднанні з техніками, які дозволяють вести вогонь на ураження без попереднього пристрілювання.

### Одночасне ураження кількома снарядами

Приклад різних траєкторій, які використовують у MRSI

Одночасне ураження кількома снарядами (англ. multiple round simultaneous impact, MRSI) — різновид артилерійського вогню, при якому артилерійська система робить кілька пострілів з різними траєкторіями таким чином, що вони уражають ціль одночасно.